# 5786 Talos
5786 Talos este o planetă minoră (asteroid) din Asteroid Apollo. A fost descoperită pe 3 septembrie 1991 la Observatorul Siding Spring de Robert H. McNaught. 
Obiectul prezintă o orbită caracterizată de o semiaxă mare de 1,0815155 UAi, o excentricitate de 0,8267, o înclinație de 23,235 ° în raport cu ecliptica.